# Mastobranchus loii
Mastobranchus loii är en ringmaskart som beskrevs av José María Alfono Félix Gallardo 1968. Mastobranchus loii ingår i släktet Mastobranchus och familjen Capitellidae. Inga underarter finns listade i Catalogue of Life.